# El Paso Stampede
El Paso Stampede (Brasil: Na Pista dos Criminosos ) é um filme norte-americano de 1953, do gênero faroeste, dirigido por Harry Keller e estrelado por Allan Lane e Eddy Waller.

## Sinopse
Este é o último filme da longa série que Allan 'Rocky' Lane estrelou para a Republic Pictures a partir da primeira metade da década anterior. Ele se juntou a Bill Elliott, Monte Hale e Roy Rogers, cowboys que por tantos anos alimentaram o estúdio com seus modestos faroestes B, de enorme apelo junto ao público.
Para o escritor Phil Hardy, a despedida de Lane foi melancólica, de vez que a força de seus filmes reside nos roteiros, o que não aconteceu com El Paso Stampede.
Lane teve dificuldades em encontrar trabalho, até que, entre 1961 e 1966, emprestou sua voz ao cavalo Mister Ed, estrela da série de TV homônima, de enorme sucesso.
Estamos em 1898, durante a Guerra Hispano-Americana. Rocky Lane, agente do Governo, e o comerciante Nugget Clark vão atrás de bandidos que estão roubando gado destinado a alimentar os soldados norte-americanos.

## Elenco
| Ator/Atriz      | Personagem         |
| --------------- | ------------------ |
| Allan Lane      | Rocky Lane         |
| Eddy Waller     | Nugget Clark       |
| Phyllis Coates  | Alice Clark        |
| Stephen Chase   | Mason 'Doc' Ramsey |
| Roy Barcroft    | Floyd Garrett      |
| Edward Clark    | Josh Bailey        |
| Tom Monroe      | Marty              |
| Stanley Andrews | Xerife             |
| William Tannen  | Joe                |